# Directors Guild of America

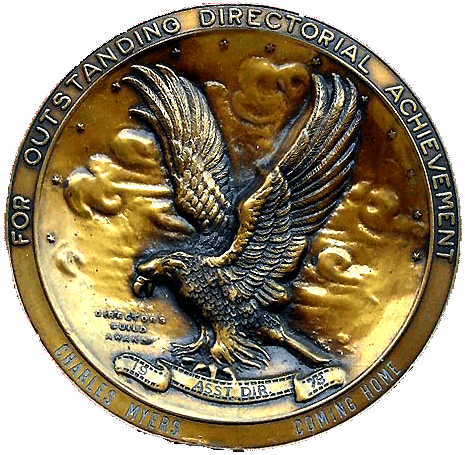
DGA:s filmpris (Directors Guild of America Award).

Directors Guild of America (DGA) är ett amerikanskt yrkesförbund för regissörer inom TV och film, bildad 1960 efter att Screen Directors Guild fusionerades med Radio and Television Directors Guild. DGA representerar över 19 500 medlemmar.
Organisationen delar årligen ut filmpris i ett flertal olika kategorier. Det första delades ut 1938 till D.W. Griffith för hans livsgärning.

## Ordförande
- Frank Capra (1960–1961)
- George Sidney (1961–1967)
- Delbert Mann (1967–1971)
- Robert Wise (1971–1975)
- Robert Aldrich (1975–1979)
- George Schaefer (1979–1981)
- Jud Taylor (1981–1983)
- Gilbert Cates (1983–1987)
- Franklin J. Schaffner (1987–1989)
- Arthur Hiller (1989–1993)
- Gene Reynolds (1993–1997)
- Jack Shea (1997–2002)
- Martha Coolidge (2002–2003)
- Michael Apted (2003–2009)
- Taylor Hackford (2009–2013)
- Paris Barclay (2013–2017)
- Thomas Schlamme (2017–2021)
- Lesli Linka Glatter (2021–)